# Sprocket Glacier
Sprocket Glacier är en glaciär i Antarktis. Den ligger i Östantarktis. Nya Zeeland gör anspråk på området. Sprocket Glacier ligger 1 797 meter över havet.
Terrängen runt Sprocket Glacier är varierad. Trakten är obefolkad. Det finns inga samhällen i närheten. 